# Magica melodia/Controcanto
Magia melodia/Controcanto è un singolo dei Rondò Veneziano del 1991 pubblicato in Germania dalla BMG Ariola. I brani sono tratti dall'album Magica melodia.

## Il disco
Il logo è stato creato da Enzo Mombrini ed Erminia Munari, la copertina è stata disegnata da Victor Togliani.

## Tracce
1. Magica melodia (Gian Piero Reverberi e Ivano Pavesi) - 3:24
2. Controcanto (Gian Piero Reverberi e Ivano Pavesi) - 3:29